# Шевченко (Очаковский район)
Шевченко (укр. Шевченко) — село в Очаковском районе Николаевской области Украины.
Население по переписи 2001 года составляло 157 человек. Телефонный код — 5154.

## Местный совет
57520, Николаевская обл., Очаковский р-н, с. Каменка, ул. Очаковская, 36/1